# Златният ключ
Златният ключ е български телевизионен игрален филм (драма) от 1978 година по сценарий на Михаил Райчев и Атанас Трайков. Режисьор на филма е Атанас Трайков. Оператор Барух Лазаров, а музиката е на Красимир Кюркчийски. Направен по едноименната повест на Георги Райчев. .

## Сюжет
Филмът проследява животът на едно селско момче, което е принудено само да изкарва прехраната си.

## Актьорски състав
| В главните роли      | Изпълнител        |
| -------------------- | ----------------- |
| Гунка                | Красимира Петрова |
| богаташа Стамен      | Петър Деспотов    |
| Марко                | Емил Джамджиев    |
| господарката         | Софка Анастасова  |
|                      | Елена Стефанова   |
|                      | Борис Иванов      |
|                      | Лиляна Саева      |
|                      | Невена Мечкарова  |
| Кольо                | Михаил Петров     |
| кръчмарят            | Димитър Бочев     |
| съселянин            | Владимир Давчев   |
| Паун Калеков, офицер | Мариус Донкин     |
| съселянин            | Иван Балсамаджиев |
| лелята на Гунка      | Катя Чукова       |
|                      | Ангелина Царова   |
|                      | Невена Милошева   |
|                      | Красимира Дренска |
|                      | Стефан Иванов     |